# Міхаель Ангершмід
Міхаель Ангершмід (нім. Michael Angerschmid; нар. 24 лютого 1974, Шердінг, Австрія) — австрійський футболіст та тренер, виступав на позиції півзахисника та захисника.

## Життєпис
Майже всю кар'єру провів у «Ріді», переважно на позиції захисника. В австрійській Бундеслізі зіграв 277 матчів, в яких відзначився 13-а голами. В сезоні 2005/06 років зіграв у чемпіонаті 22 матчі, в якому відзначився 1 голом. Того сезону «Рід» виграв національний чемпіонат, а Міхаель єдиний раз у кар'єрі одягнув чемпіонські медалі (окрім цього, у сезоні 1997/98 років разом з командою виборов кубок Австрії).
По завершенні кар'єри гравця Ангершмід тренував другу команду «Ріда». У своєму першому сезоні 2007/08 років на чолі «Нойлгофена» допоміг вийти з Безірксліги до Ландесліги «Захід». У сезоні 2008/09 років друга команда «Ріда» виграв Ландеслігу «Захід», який просунувся, і таким чином зафіксував просування до Ліги Верхньої Австрії (четвертий дивізіон). В останніх трьох турах сезону 2007/08 років Міхаель став виконувачем головного тренера «Ріда», під керівництвом якого команда двічі зіграла внічию та один матч програв. Починаючи з сезону 2008/09 років працював помічником головного тренера «Ріда» Пауля Глудоваца, у грудні 2012 року Ангершмід призначили на посаду головного тренера.
З червня 2015 року по червень 2019 року допомагав Оліверу Гласнеру тренувати ЛАСК (Лінц), який у сезоні 2017/18 років повернувся у Бундеслігу. Влітку 2019 року перейшов на посаду помічника головного тренера «Вольфсбурга».

## Титули і досягнення
- Володар Кубка Австрії (1):

«Рід»: 1997-98